# Hrastje pri Cerkljah
Hrastje pri Cerkljah este o localitate din comuna Brežice, Slovenia, cu o populație de 114 locuitori.